# Typhlopolycystis rubra
Typhlopolycystis rubra är en plattmaskart som beskrevs av Noldt och Reise 1987. Typhlopolycystis rubra ingår i släktet Typhlopolycystis och familjen Polycystididae.
Artens utbredningsområde är Nordsjön. Inga underarter finns listade i Catalogue of Life.